# Minimalna dawka rumieniowa
Minimalna dawka rumieniowa (ang. erythema dose, minimal erythema dose, skin erythema dose, threshold erythema dose, ED, MED) – najniższa dawka promieniowania ultrafioletowego, wywołująca, w czasie od jednej do sześciu godzin od naświetlania, zaczerwienienie skóry, które znika w ciągu 24 godzin. Wartość MED jest inna dla każdego człowieka. Pomiar może być wykorzystywany do obliczenia czasu trwania terapeutycznej ekspozycji na światło ultrafioletowe.
Badanie MED ma zastosowanie przede wszystkim w dermatologii.